# Ulrika Eleonora
Ulrika Eleonora den yngre, född 23 januari 1688, död 24 november 1741, var regerande drottning av Sverige 1719–1720, dotter till Karl XI och Ulrika Eleonora (den äldre), syster till Karl XII samt kusin till August den starke, Fredrik IV av Danmark och Fredrik IV av Holstein-Gottorp. Hon gifte sig 24 mars 1715 med Fredrik av Hessen, den blivande Fredrik I, men förblev barnlös. Som Fredriks gemål var hon drottning av Sverige fram till sin död.

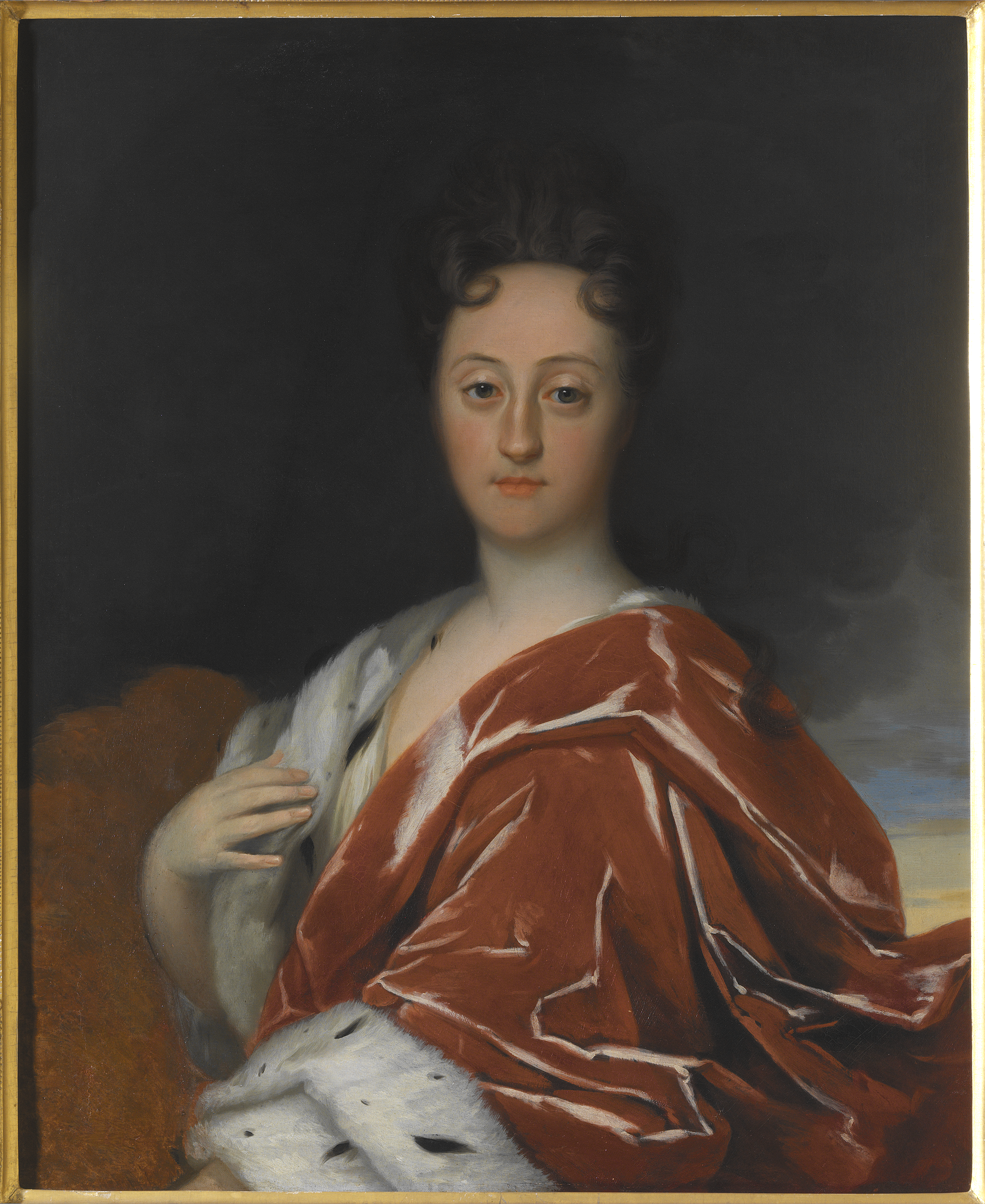
Ulrika Eleonora av David von Krafft, 1702.

## Kunglig titel
Ulrika Eleonoras fullständiga titel på svenska löd:
’’Ulrika Eleonora, med Guds nåde, Sveriges, Götes och Wendes Drottning: Storfurstinna till Finland; hertiginna uti Skåne, Estland, Livland, Karelen, Bremen, Verden, Stettin-Pommern, Kassuben och Wenden: Furstinna till Rügen:  Fru över Ingermanland och Wismar, Så ock Pfalzgrevinna vid Rhen i Bayern, till Jülich, Kleve och Bergen hertiginna. Landtgrevinna och arvprinsessa till Hessen: Furstinna till Hischfeld; Grevinna till KatzenEllenbogen, Dietz, Ziegenhem, Nidda och Schaumburg etc. etc’’

## Biografi

### Prinsessan Ulrika Eleonora
Ulrika Eleonora föddes den 23 januari 1688 på slottet Tre Kronor i Stockholm som dotter till kung Karl XI och Ulrika Eleonora av Danmark. Under barndomen förbisågs hon av alla för sin äldre, livligare och mera begåvade syster Hedvig Sofia. De äldre syskonen ska ha tyckt om ritter och dans och betraktat henne en aning nedlåtande, då hon lätt brast i gråt och inte vågade delta i deras lekar. Hon beskrivs som vänlig, anspråkslös och värdig, med god hållning och vackra händer, men hon var blyg och tillbakadragen och ansågs varken vacker eller intelligent. Hon beskrivs som en skicklig musiker; medan hennes syster Hedvig Sofia sjöng, spelade Ulrika Eleonora klavecin. Hon beskrevs av sin farmor som långsint och envis, och skall också haft en vana att demonstrera sitt ogillande genom att lägga sig till sängs.
Så snart hon blivit giftasvuxen fick hon många friare. Eftersom hennes bror Karl XII var ogift och barnlös betraktades hon som en trolig arvtagare till den svenska tronen, något som drog till sig många äktenskapsanbud, bland andra blivande Georg II av Storbritannien och arvprins Fredrik av Hessen-Kassel. År 1698 föreslogs ett äktenskap mellan Ulrika Eleonora och prins Carl av Danmark och mellan hennes bror Karl XII och Sofia Hedvig av Danmark; denna plan uppgavs år 1700. Den blivande Georg II av Storbritannien föreslogs då hon var fjorton, men planerna sköts upp och ersattes av andra. Förslaget att Ulrika Eleonora skulle gifta sig med Fredrik Wilhelm I av Preussen gick nästan i verkställighet, men avbröts utan motivering av Karl XII. Hertig Johan Wilhelm av Sachsen-Gotha, som tjänstgjorde i svenska armén, fick tillåtelse att presentera sig för Ulrika Eleonora och uppvakta henne, men giftermålsplanerna avbröts sedan han duellerat i kungens närvaro med Anders Lagercrona.
Efter att uppgifter om nederlaget i slaget vid Poltava i slutet av juli började nå Sverige, uppstod[källa behövs] två partier inom hovet. Det ena var ett holsteinskt parti som ville se Karl Fredrik av Holstein-Gottorp som kungens efterträdare, stött av Arvid Horn, Nils Gyllenstierna, Piperska släkten och änkedrottning Hedvig Eleonora. Det andra var ett svenskt parti som ville se Ulrika Eleonora som kungens efterträdare, helst i ett äktenskap med en dansk prins. Kristian V:s son prins Carl av Danmark var på förslag. Fabian Wrede, Gabriel Falkenberg och Knut Posse samt en stor mängd av högadeln företrädde detta parti. Sedan man i augusti fått brev från Karl XII där han meddelade att han undkommit och var i säkerhet i Turkiet föll förslaget.
Redan 1710 begärde Fredrik av Hessen hennes hand, men deras trolovning tillkännagavs inte förrän den 23 januari 1714. Emerentia von Düben, vars släkting Konrad Ranck var generallöjtnant i Hessen, förmedlade förslaget om äktenskap mellan Ulrika Eleonora och Fredrik av Hessen mot en kontant ersättning på 30 000 tyska thaler utbetalad av lantgreve Karl I av Hessen-Kassel, vars ränta hon sedan uppbar. Giftermålet stöddes av hennes farmor, Hedvig Eleonora, som förväntade sig att Ulrika Eleonora skulle flytta med sin make till dennes hemland Hessen, vilket skulle öka chanserna för Ulrika Eleonoras systerson, Karl Fredrik av Holstein-Gottorp, att bli svensk tronföljare.
Bilägret firades den 24 mars 1715. Vid hennes giftermål yttrade hennes bror: "I kväll dansar min syster kronan av sig". Under Karl XII:s vistelse utomlands var hon, efter Hedvig Sofias död (1708), den enda myndiga medlemmen av kungahuset inom riket om man borträknar hennes farmor, drottning Hedvig Eleonora.
I slutet av 1712 eller början av 1713 hade Karl XII tankar om att göra sin syster Ulrika Eleonora till regent, men fullföljde inte denna plan. Det kungliga rådet däremot övertalade henne att bevista dess sammanträden för att i henne erhålla ett stöd. Första gången hon infann sig i rådet, 2 november 1713, beslöts också om sammankallande av en riksdag. Det så kallade rörelsepartiet vid denna riksdag ville att prinsessan i kungens frånvaro skulle göras till riksföreståndare "såsom närmaste arvinge till kronan och regementet". Detta förslag motarbetades av Arvid Horn och rådet, som fruktade att svårigheterna för en ändring av regeringssättet därigenom skulle ökas.
Ulrika Eleonora visade emellertid ständerna stort intresse för landets angelägenheter. I sina brev till kungen uppmanade hon honom att återvända hem och varnade honom för möjliga följder av hans frånvaro. Med hans samtycke undertecknade hon under den följande tiden alla rådets skrivelser, utom dem som var ställda till honom, för i sin egenskap av vice regent var hon ett med kungen enligt dennes uppfattning. Mera sällan deltog hon i rådets förhandlingar. Hon betraktade sig själv enbart som broderns representant och vågade därför inte framställa några egna förslag.
Ulrika Eleonora bad, liksom sin syster, många gånger sin bror att få träffa honom vid krigsskådeplatsen under krigsåren, men fick aldrig tillstånd. Hon mötte i stället Karl XII för första gången på sexton år i Vadstena 1716, och därefter en sista gång i Kristinehamn 1718.

### Ulrika Eleonora som regerande drottning

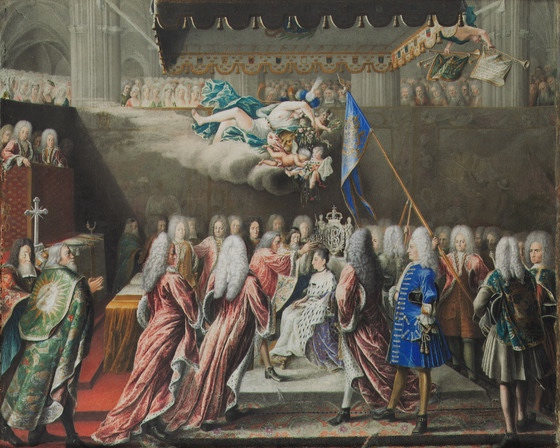
Ulrika Eleonoras kröning i Uppsala domkyrka den 17 mars 1719. Målning av Johan Henrik Schildt.

Då Ulrika Eleonora den 5 december 1718 underrättades om sin brors död visade hon stor sinnesnärvaro, i det hon via en fältriksdag på torget i Uddevalla lät hälsa sig som drottning på grund av arvsrätt. Rådet, överrumplat, satte sig inte emot detta. Under de följande veckorna förde hon styrelsen, lät fängsla Georg Heinrich von Görtz' anhängare och avskaffade de förordningar som utfärdats av honom. Även i riksdagskallelsen av 15 december 1718 vidhöll hon sina anspråk på arvsrätt, men förklarade sig vilja  "alldeles avskaffa den s.k. suveräniteten" (det karolinska enväldet) och "sätta rikets styrelse i dess gamla skick och väsen igen". Krigsbefälet, den enda kraftiga myndigheten efter Karl XII:s död, var fast beslutet att underkänna arvsrätten, avskaffa suveräniteten och välja Ulrika Eleonora till drottning. Dessa åsikter blev den sammanträdande riksdagens. Ulrika Eleonora sökte förgäves stöd hos rådet för sin arvsrätt, men tvingades bekräfta att varken hon eller någon annan (därmed syftade hon på sin systerson, hertig Karl Fredrik av Holstein-Gottorp) hade rätt till Sveriges tron.
Sedan Ulrika Eleonora avsagt sig sin arvsrätt valdes hon till drottning den 23 januari 1719, för övrigt hennes 31-årsdag, under förbehåll att hon skrev under den regeringsform som ständerna ämnade uppsätta. Den 19 februari skrev hon under försäkringen och regeringsformen (daterade 21 februari), genom vilka maktens tyngdpunkt lades i riksdagens händer. Hon godkände regeringsformen för att inte skapa osämja med riksdagen och för att försäkra sig om att riksdagen inte skulle godkänna systersonen Karl Fredrik av Holstein-Gottorp som svensk regent om han skulle göra anspråk på kronan. Hon kröntes i Uppsala domkyrka den 17 mars 1719 och hyllades i Stockholm den 11 april samma år.
Vid hyllningen i Stockholm mottog hon ständerna, som vart och ett passerade henne vid tronen. Hon demonstrerade vid detta tillfälle att hon visste vilka som var hennes anhängare. Då adeln passerade tillät hon endast lantmarskalken kyssa hennes hand med handsken på. De övriga ståndens ledamöter fick däremot samtliga kyssa hennes hand, utan handsken på. Ulrika Eleonora gjorde inte själv den traditionella "Eriksgatan" genom Sverige förrän år 1722, gemensamt med Fredrik.
Under rysshärjningarna i Sverige sommaren 1719, hotades vid ett tillfälle Stockholm av ryska flottan, och i augusti anföll de staden. Ulrika Eleonora tvingade vid detta tillfälle sina hovdamer att tillsammans med henne närvara vid en mottagning hos den brittiske ambassadören, ”varande vid så gott mod som hade ingen fiende varit dem när på hundra mil”.
Ulrika Eleonora, som var uppfostrad i enväldets grundsatser, råkade snart i oenighet med rådets dugligaste man, kanslipresidenten Arvid Horn, vilken, missnöjd, avgick från sitt ämbete. Inte heller med hans efterträdare Gustaf Cronhielm kunde hon komma överens. Dessa ombyten av kanslipresidenter inverkade ofördelaktigt på både krigen och underhandlingarna. Som drottning var samarbetet med rådets medlemmar inte så bra. Arvid Horn förebrådde henne en gång för att hon hade talat med sin make om saker som tagits upp i rådskammaren och frågat henne om hon tänkte respektera regeringsformen. Han hade sedan sagt att man inte "kunde vänta sig något annat under ett fruntimmers regemente", något som hade förolämpat henne och gjort henne ovänligt stämd mot Horn.

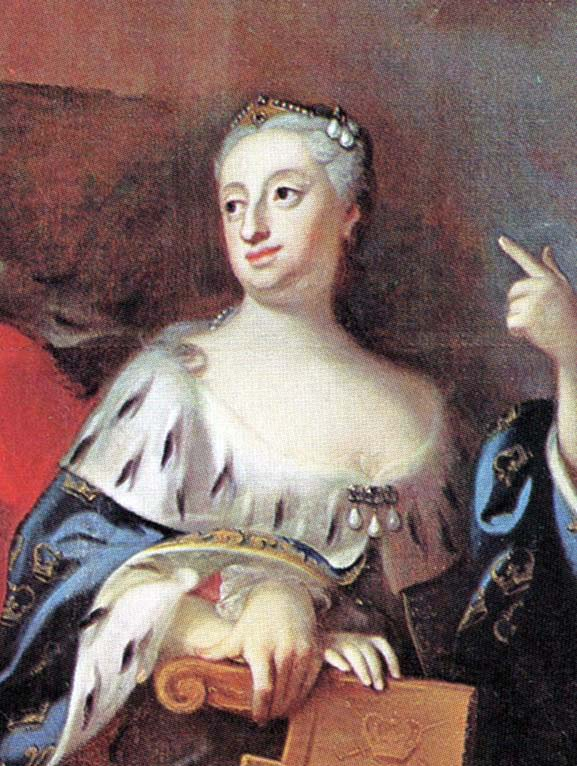
Ulrika Eleonora som drottninggemål efter 1720.

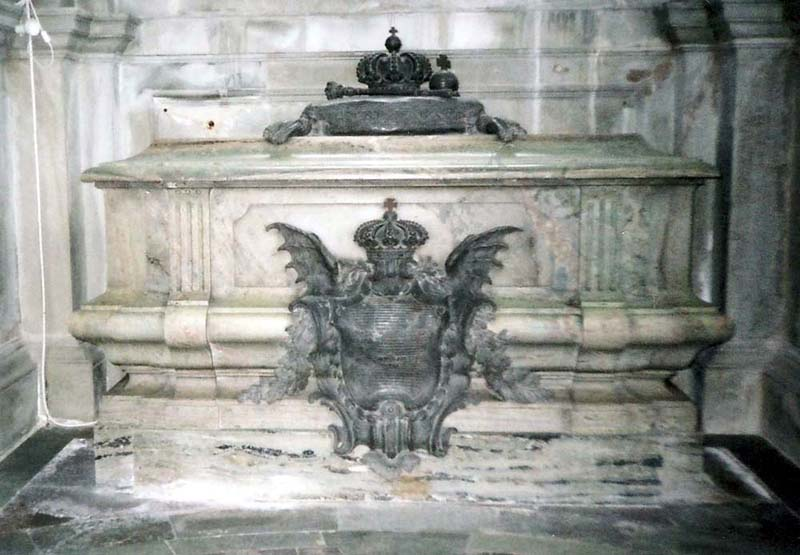
Ulrika Eleonoras sarkofag i Riddarholmskyrkan.

#### Önskemål om samregering och abdikering
Ulrika Eleonora hade, när hon valdes till drottning, önskat att dela tronen med sin gemål: en samregering sådan som Maria II och dennes gemål Vilhelm III i England. Genom adelns bestämda avslag måste hon likväl för ögonblicket avstå från denna plan. Drottningens egenmäktighet och oförmåga att finna sig i den nya författningens former, samt det starka inflytande som hennes gemål utövade, gjorde emellertid efter hand de ledande statsmännen benägna för ett tronskifte. Arvprins Fredrik själv arbetade för samma syfte och närmade sig Horn, som vid 1720 års riksdag valdes till lantmarskalk. Då Ulrika Eleonora, som fortfarande hoppades kunna göra sin åsikt om samregering gällande, skrev till ständerna, mötte hennes förslag även denna gång motstånd. I en ny skrivelse, av 29 februari 1720, avsade hon sig regeringen till förmån för sin gemål, endast förbehållande sig rätt att i händelse av hans död återtaga sin förra höghet. Den 24 mars 1720 hyllades Fredrik av Hessen som kung.
Under sin korta tid som regent skapade Ulrika Eleonora inte mindre än 181 nya adelsmän, vilket är rekord för en svensk regent.

### Ulrika Eleonora som drottninggemål

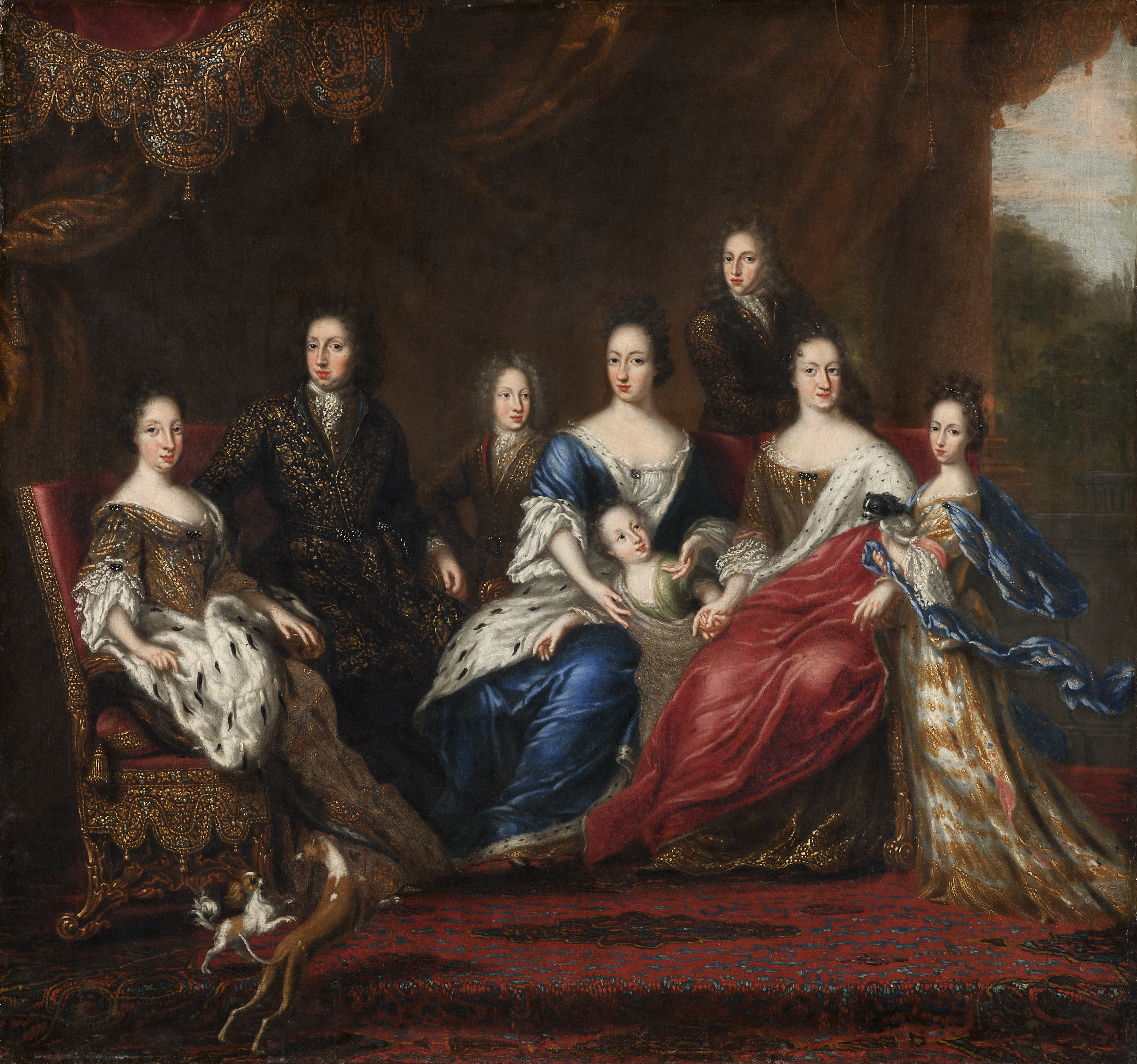
Från vänster änkedrottning Hedvig Eleonora, Karl XI, Karl XII, Ulrika Eleonora d.ä., Ulrika Eleonora d.y., Fredrik IV av Holstein Gottorp, Fredrika Amalia av Holstein Gottorp och Hedvig Sofia. Konstnär David Klöcker Ehrenstrahl, 1690-tal. Livrustkammaren.

Kastpenning från Ulrika Eleonoras begravning 1742. Livrustkammaren

Fastän Ulrika Eleonora in i det sista intresserade sig för offentliga angelägenheter drog hon sig likväl efter 1720 ifrån allt synbart deltagande i desamma, sysselsättande sig endast med läsning och välgörenhet. Hon hade många vänner, särskilt många kvinnor, bland vilka kan nämnas hennes uppfostrare, Emerentia von Düben, och Hedvig Mörner. En annan nära vän var Anna Fleming, dotter till Claes Fleming och Anna Cruus, som i 30 år var hennes hovfröken och som Ulrika Eleonora kallade "min goda ancus": Fleming hade tillsammans med sina syskon växt upp vid hovet som kungafamiljens fosterbarn sedan hon blev föräldralös 1692, och Ulrika Eleonora utnämnde  hennes make till marskalk och hennes styvson till kammarherre.
Ulrika Eleonora var populär bland allmänheten på grund av sin fromhet och i egenskap av den sista medlemmen av den gamla kungaätten. När hon i strid med regeringsformen uttalade sig i politiska frågor, förekom det att hennes linje blev den vinnande. I tronföljdsfrågan föredrog Ulrika Eleonora, sedan hennes hopp om att få barn försvunnit, från 1720-talet och framåt att överföra tronföljden på Fredriks familj, huset Hessen, framför sin avlidna systers sons familjelinje, en åsikt hon höll fast vid till sin död. Inför riksdagen 1738 uttalade hon sig mot Carl Gustaf Tessins utnämning till lantmarskalk, något som ledde till häftiga demonstrationer bland adeln vid Riddarhuset mot hovet. Tessin infann sig då vid slottet och bad att få veta vad han hade gjort för att göra drottningen missnöjd, och krisen avvärjdes inte förrän Ulrika Eleonora uttalade sin försäkran att hon inte hade för avsikt att inkräkta på lantmarskalkvalet och låtit Tessin kyssa hennes bara hand. Det hela slutade också med Tessins utämning till posten.
Relationen mellan Ulrika Eleonora och Fredrik beskrivs initialt som lycklig: paret tillbringade sin smekmånad på Karlbergs slott, och Fredrik ska åren före sin egen tronbestigning ha nöjt sig med att vara hennes make och ställningen som prinsgemål. Deras relation förändrades då Fredrik blev kung, och det sades, att då Ulrika Eleonora gav Fredrik kronan, gav hon honom också friheten.
Då Fredrik I år 1731 tog Hedvig Taube till mätress uppvisade Ulrika Eleonora först tolerans. Vid ett tillfälle promenerade hon offentligt hand i hand med Taube för att uppvisa vänskap och motsäga ryktet, i enlighet med sin föresats att försvara kungens rykte.
Ulrika Eleonora uppges ha tagit mycket illa vid sig av denna förbindelse och gråtit och beklagat sig över den privat för sin förtrogna Emerentia von Duben, men denna övertalade henne att utåt inte visa något missnöje, med argumentet Ulrika Eleonora var den borna drottningen och oåtkomlig för anfall underifrån: "Liksom månen går sin bana fram på himmlen och intet aktar på hundgläfs, så borde också Hennes Maj:t ringakta det skvaller, som uppstått med anledning av denna högst beklagliga och förblindade förbindelse."
Ulrika Eleonora mottog stor sympati av allmänhet och ständer på grund av kungens förbindelse med Hedvig Taube, och under riksdagen 1738 mottog kungen förebråelser från prästerskapet, som påminde honom om hans ed att visa drottningen respekt, sedan hon hade abdikerat till hans förmån. Föresatsen att inte utåt visa sitt missnöje över makens förhållande till Hedvig Taube försvagades under hennes sista år, möjligen på grund av Taubes unika ställning som öppet erkänd älskarinna och relationens långvarighet. Hennes attityd ska också ha förvärrats efter att förbindelsen mellan Fredrik och Taube resulterade i barn, samt av oro över makens själs välfärd på grund av hans äktenskapsbrott. Detta missnöje kom slutligen till öppet uttryck under riksdagen 1741. På Ulrika Eleonoras initiativ togs saken upp av prästerskapet, som uppvaktade både Fredrik I och därefter Hedvig Taube med en protestskrift. När kungen mottagit protesten, tvekade prästerskapet att fullgöra uppdraget till Hedvig Taube. På Ulrika Eleonoras initiativ blev dock även denna deputation genomförd, och en deputation från prästerskapet uppvaktade Taube en morgon i hennes sängkammare. Hon dolde ansiktet bakom en näsduk, medan prästerna förebrådde "den offentliga synderskan". Taube försvarade sig med att hon aldrig hade hört en förebråelse av drottningen. Prästerskapet uppläste sedan en botgöringsskrift.
I april 1739 uttryckte kungen planer på att resa till Hessen, som det troddes, i sällskap med Hedvig Taube. Drottningen skulle då vara regent i Sverige. Det förekom då rykten om att Ulrika Eleonoras anhängare under hans frånvaro skulle lägga fram ett påstått bevis på att kungen hade ingått ett hemligt äktenskap med Taube: planen var att Ulrika Eleonora, med tanke på sin stolthet, då skulle betrakta sitt äktenskap upplöst och ge sitt stöd till en statskupp till hennes förmån. Kungen avreste dock aldrig.
Under Fredriks resa till Hessen juli-november 1731 och under hans sjukdom från juli till september 1738 förde Ulrika Eleonora emellertid styrelsen och visade sig då som en duglig regent. Hennes första period som regent varade från maj 1731 till hösten samma år, då Fredrik besökte sitt andra rike Hessen efter sin tronbestigning där. Den andra gången, 1738, ombads hon av ständerna att överta ”regeringsbördan” då Fredrik vid detta tillfälle var så sjuk att man fruktade att han skulle dö. Hon vann då respekt hos riksrådet genom att visa sig insatt i alla ärenden i förväg, och regerade fram till nyåret 1739.

### Död
Ulrika Eleonora avled av smittkoppor i Stockholm den 24 november 1741. Det förekom efter hennes död rykten om förgiftning. Dessa vederlades dock under hennes lit-de-parade i audienssalen rundeln i Kungshuset, eftersom fläckarna efter sjukdomen tydligt kunde ses av besökarna.

Grafik från 1741, Ulrika Eleonora på lit de parade i Kungshuset.

## Anfäder
|                           |  |  |  |  |  |  |  |                                       |  |  |  |  |  |  |  |                                                    |  |  |  |  |  |  |  | Hertig Johan Kasimir av Stegeborg               |
|                           |  |  |  |  |  |  |  |                                       |  |  |  |  |  |  |  |                                                    |  |  |  |  |  |  |  |                                                 |
|                           |  |  |  |  |  |  |  |                                       |  |  |  |  |  |  |  | Kung Karl X Gustav                                 |  |  |  |  |  |  |  |                                                 |
|                           |  |  |  |  |  |  |  |                                       |  |  |  |  |  |  |  |                                                    |  |  |  |  |  |  |  |                                                 |
|                           |  |  |  |  |  |  |  |                                       |  |  |  |  |  |  |  |                                                    |  |  |  |  |  |  |  | Prinsessan Katarina av Sverige                  |
|                           |  |  |  |  |  |  |  |                                       |  |  |  |  |  |  |  |                                                    |  |  |  |  |  |  |  |                                                 |
|                           |  |  |  |  |  |  |  | Kung Karl XI                          |  |  |  |  |  |  |  |                                                    |  |  |  |  |  |  |  |                                                 |
|                           |  |  |  |  |  |  |  |                                       |  |  |  |  |  |  |  |                                                    |  |  |  |  |  |  |  |                                                 |
|                           |  |  |  |  |  |  |  |                                       |  |  |  |  |  |  |  |                                                    |  |  |  |  |  |  |  | Hertig Friedrich III av Holstein-Gottorp        |
|                           |  |  |  |  |  |  |  |                                       |  |  |  |  |  |  |  |                                                    |  |  |  |  |  |  |  |                                                 |
|                           |  |  |  |  |  |  |  |                                       |  |  |  |  |  |  |  | Prinsessan Hedvig Eleonora av Holstein-Gottorp     |  |  |  |  |  |  |  |                                                 |
|                           |  |  |  |  |  |  |  |                                       |  |  |  |  |  |  |  |                                                    |  |  |  |  |  |  |  |                                                 |
|                           |  |  |  |  |  |  |  |                                       |  |  |  |  |  |  |  |                                                    |  |  |  |  |  |  |  | Prinsessan Maria Elisabeth av Sachsen           |
|                           |  |  |  |  |  |  |  |                                       |  |  |  |  |  |  |  |                                                    |  |  |  |  |  |  |  |                                                 |
| Drottning Ulrika Eleonora |  |  |  |  |  |  |  |                                       |  |  |  |  |  |  |  |                                                    |  |  |  |  |  |  |  |                                                 |
|                           |  |  |  |  |  |  |  |                                       |  |  |  |  |  |  |  |                                                    |  |  |  |  |  |  |  | Kung Christian IV av Danmark                    |
|                           |  |  |  |  |  |  |  |                                       |  |  |  |  |  |  |  |                                                    |  |  |  |  |  |  |  |                                                 |
|                           |  |  |  |  |  |  |  |                                       |  |  |  |  |  |  |  | Kung Frederik III av Danmark                       |  |  |  |  |  |  |  |                                                 |
|                           |  |  |  |  |  |  |  |                                       |  |  |  |  |  |  |  |                                                    |  |  |  |  |  |  |  |                                                 |
|                           |  |  |  |  |  |  |  |                                       |  |  |  |  |  |  |  |                                                    |  |  |  |  |  |  |  | Prinsessan Anna Katarina av Brandenburg         |
|                           |  |  |  |  |  |  |  |                                       |  |  |  |  |  |  |  |                                                    |  |  |  |  |  |  |  |                                                 |
|                           |  |  |  |  |  |  |  | Prinsessan Ulrika Eleonora av Danmark |  |  |  |  |  |  |  |                                                    |  |  |  |  |  |  |  |                                                 |
|                           |  |  |  |  |  |  |  |                                       |  |  |  |  |  |  |  |                                                    |  |  |  |  |  |  |  |                                                 |
|                           |  |  |  |  |  |  |  |                                       |  |  |  |  |  |  |  |                                                    |  |  |  |  |  |  |  | Hertig Georg av Braunschweig-Lüneburg           |
|                           |  |  |  |  |  |  |  |                                       |  |  |  |  |  |  |  |                                                    |  |  |  |  |  |  |  |                                                 |
|                           |  |  |  |  |  |  |  |                                       |  |  |  |  |  |  |  | Hertiginnan Sophie Amalie av Braunschweig-Lüneburg |  |  |  |  |  |  |  |                                                 |
|                           |  |  |  |  |  |  |  |                                       |  |  |  |  |  |  |  |                                                    |  |  |  |  |  |  |  |                                                 |
|                           |  |  |  |  |  |  |  |                                       |  |  |  |  |  |  |  |                                                    |  |  |  |  |  |  |  | Lantgrevinnan Anna Eleonora av Hessen-Darmstadt |
|                           |  |  |  |  |  |  |  |                                       |  |  |  |  |  |  |  |                                                    |  |  |  |  |  |  |  |                                                 |